# Yokai Yashiki
Yōkai Yashiki (妖怪屋敷, "Monster House") is een videospel dat in Japanse computerspel dat werd ontwikkeld en uitgegeven door Casio. Het spel kwam in 1986 uit voor de MSX-computer. Een jaar later werd door Irem een versie uitgebracht voor de Famicom Disk System. Het spel speelt zich af in een spookhuis en telt vijf levels. De speler kan punten verdienen door monsters verdrijven door deze met een zaklamp te bestralen. Elk level kent een eindbaas.

## Platforms
| Jaar | Platform           |
| ---- | ------------------ |
| 1986 | MSX                |
| 1987 | Family Disk System |